# Haag an der Amper
Haag an der Amper, Haag a.d.Amper – miejscowość i gmina w Niemczech, w kraju związkowym Bawaria, w rejencji Górna Bawaria, w regionie Monachium, w powiecie Freising, wchodzi w skład wspólnoty administracyjnej Zolling. Leży około 10 km na północny wschód od Freising, nad rzeką Amper.

## Dzielnice
Dzielnicami w gminie są: Haag, Hausmehring, Haun, Holzhäusl, Inkofen, Mittermarchenbach, Obermarchenbach, Plörnbach, Seeberg, Seer, Sollern, Untermarchenbach, Unterschwaig, Wälschbuch, Weihrinnen und Wörlhof.

## Demografia
Dane o ludności z 31 grudnia 2008:
| Opis                                | Ogółem | Ogółem | Kobiety | Kobiety | Mężczyźni | Mężczyźni |
| ----------------------------------- | ------ | ------ | ------- | ------- | --------- | --------- |
| Jednostka                           | osób   | %      | osób    | %       | osób      | %         |
| Populacja                           | 2908   | 100    | 1402    | 48,21   | 1506      | 51,79     |
| Wiek przedprodukcyjny (0–17 lat)    | 618    | 21,25  | 291     | 10,01   | 327       | 11,24     |
| Wiek produkcyjny (18–65 lat)        | 1944   | 66,85  | 922     | 31,71   | 1022      | 35,14     |
| Wiek poprodukcyjny (powyżej 65 lat) | 346    | 11,9   | 189     | 6,5     | 157       | 5,4       |

## Polityka
Wójtem gminy jest Anton Geier, rada gminy składa się z 12 osób.
|      | WGGR 1975 | UB | Razem |
| 2008 | 9         | 5  | 14    |
| 2002 | 7         | 7  | 14    |